# Sweet Virginia
〈Sweet Virginia〉는 롤링 스톤스의 1972년 더블 음반 《Exile on Main St.》의 여섯 번째 곡이다. 1970년 올림픽 스튜디오에서 녹음된 〈Sweet Virginia〉는 1972년 초에 선셋 사운드 스튜디오에서 추가된 보컬 오버덥으로, 믹 재거와 키스 리처즈가 작곡한 슬로우 컨트리 곡이다. 이 곡에는 재거의 하모니카 솔로, 바비 키스의 색소폰 솔로가 수록되어 있고, 찰리 와츠는 컨트리 셔플 리듬을 연주한다. 배후에 있는 가수들이 없는 대체 버전이 해적판 음반으로 발매되었다.